# Liste des rois d'Ibérie
Les rois d'Ibérie étaient les souverains du royaume d'Ibérie, un pays situé au centre du Caucase, entre la Colchide et l'Albanie du Caucase, dans l'actuelle Géorgie. Fondé en 299 av. J.-C., le royaume d'Ibérie fut dirigé par cinq dynasties en près de neuf siècles d'existence. Successivement vassale de l'Empire romain et de la Perse sassanide, la monarchie fut finalement abolie en 580.

## Liste des rois
La liste des rois d'Ibérie est sujette à de nombreuses questions. Ainsi, de nombreux historiens et généalogistes sont en désaccord avec la source primaire du Kartlis Tskhovreba (XIIe siècle). Le généalogiste géorgien Cyrille Toumanoff proposa ainsi sa propre liste avec une chronologie rectifiée, qui prend également en compte des sources étrangères (grecques, latines, iraniennes et arméniennes) et repose sur une logique plus certaine que la liste primaire.

### Version duKartlis Tskhovreba

#### Kartlosides
| Rang | Portrait       | Nom                                            | Début de règne | Fin de règne  | Notes                                                           |
| ---- | -------------- | ---------------------------------------------- | -------------- | ------------- | --------------------------------------------------------------- |
| 1    | Pharnabaze Ier | Pharnabaze Ier (309 av. J.-C. - 234 av. J.-C.) | 284 av. J.-C.  | 234 av. J.-C. | Fondateur du Royaume d'Ibérie.                                  |
| 2    |                | Saourmag († 159 av. J.-C.)                     | 234 av. J.-C.  | 159 av. J.-C. | Fils du précédent, il aurait régné sur l'Ibérie pendant 75 ans. |

#### Nebrotides
| Rang | Portrait | Nom        | Début de règne | Fin de règne  | Notes                                               |
| ---- | -------- | ---------- | -------------- | ------------- | --------------------------------------------------- |
| 3    |          | Mirian Ier | 159 av. J.-C.  | 109 av. J.-C. | Gendre de Sauromace, il aurait régné cinquante ans. |
| 4    |          | Parnadjom  | 109 av. J.-C.  | 90 av. J.-C.  | Fils du précédent, règne 19 ans.                    |

#### Archacounides
| Rang | Portrait | Nom                         | Début de règne | Fin de règne | Notes                                       |
| ---- | -------- | --------------------------- | -------------- | ------------ | ------------------------------------------- |
| 5    |          | Archac Ier                  | 90 av. J.-C.   | 78 av. J.-C. |                                             |
| 6    |          | Artag                       | 78 av. J.-C.   | 63 av. J.-C. | Fils du précédent.                          |
| 7    |          | Bartom Ier († 30 av. J.-C.) | 63 av. J.-C.   | 30 av. J.-C. | Fils du précédent, assassiné par Mirvan II. |

#### Nebrotides
| Rang | Portrait | Nom                                          | Début de règne | Fin de règne                | Notes |
| ---- | -------- | -------------------------------------------- | -------------- | --------------------------- | --- |
| 8    |          | Mirian II (vers 90 av. J.-C. - 20 av. J.-C.) | 30 av. J.-C.   | 20 av. J.-C.                | Fils supposé de Parnadjom. Pour prendre le trône qu'il revendique comme héritier légitime, il assassine le roi et son fils adoptif, Kartam d'Egrissi. Il forcera par la suite la reine à l'épouser. |
| 9    |          | Archac II († 3 av. J.-C./1 apr. J.-C.)       | 20 av. J.-C.   | 3 av. J.-C. ou 1 apr. J.-C. | Fils du précédent, il est défait et tué par les hommes Aderc, qui reprend le trône. |

#### Archacounides
- Roi de toute l'Ibérie

| Rang | Portrait | Nom          | Début de règne              | Fin de règne | Notes |
| ---- | -------- | ------------ | --------------------------- | ------------ | --- |
| 10   |          | Aderc († 58) | 3 av. J.-C. ou 1 apr. J.-C. | 58           | Fils de Kartam d'Egrissi et petit-fils par conséquent de Bartom Ier. À sa mort, il partage son royaume entre ses deux fils. |

- Rois d'Ibérie à Mtskheta

| Rang | Portrait | Nom                 | Début de règne | Fin de règne | Notes |
| ---- | -------- | ------------------- | -------------- | ------------ | --- |
| 11   |          | Bartom II († 72)    | 58             | 72           | Fils du roi Aderc. |
| 12   |          | Kaos († 87)         | 72             | 87           | Fils du précédent. |
| 13   |          | Armazel († 103)     | 87             | 103          | Fils du précédent. |
| 14   |          | Déroc († 113)       | 103            | 113          | Fils du précédent. |
| 15   |          | Mihrdat Ier († 129) | 113            | 129          | Fils du précédent. Il aurait assassiné Parsman II, roi ibère à Armaz, qui lui avait volé son trône, avant d'être à son tour assassiné par les Romains. |

- Rois d'Ibérie à Armaz

| Rang | Portrait | Nom                                                  | Début de règne | Fin de règne | Notes                                   |
| ---- | -------- | ---------------------------------------------------- | -------------- | ------------ | --------------------------------------- |
| 11   |          | Qartam († 72)                                        | 58             | 72           | Fils d'Aderc.                           |
| 12   |          | Parsman Ier († 87)                                   | 72             | 87           | Fils du précédent.                      |
| 13   |          | Azorc († 103)                                        | 87             | 103          | Fils du précédent.                      |
| 14   |          | Amazasp Ier († 116)                                  | 103            | 116          | Fils du précédent.                      |
| 15   |          | Parsman II le Bon ou le Vaillant ou le Brave († 129) | 116            | 129          | Fils du précédent. Tué par Mihrdat Ier. |

- Rois de toute l'Ibérie

- Adam, fils de Parsman II ;
- Parsman III, son fils ;
- Amazasp II, son fils ;
- Rev[2] ;
- Vatche, son fils ;
- Bakour Ier, son fils ;
- Mirdat II, son fils ;
- Aspagour Ier, son fils.

#### Chosroïdes
- Mirian III ;
- Mirdat III, son fils ;
- Varaz-Bakar, son fils ;
- Trdat, petit-fils de Mirian III ;
- Parsman IV, fils de Varaz-Bakar ;
- Mirdat IV, fils de Varaz-Bakar ;
- Artchil, son fils ;
- Mirdat V, son fils ;
- Vakhtang Gorgassal, son fils ;
- Datchi, son fils ;
- Bakour II, son fils ;
- Parsman V, son fils ;
- Parsman VI, son neveu ;
- Bakour III, son fils ;

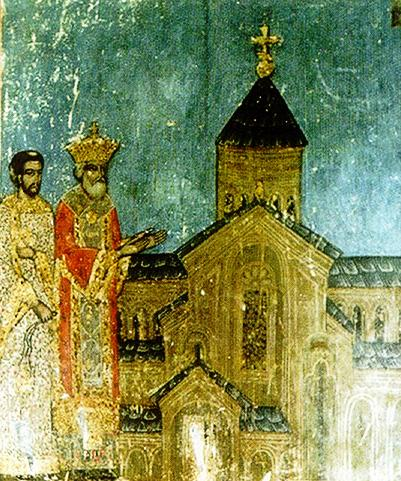
Mirian III

- Gouaram le Couropalate (hors dynastie).

### Version de Cyrille Toumanoff
Dans ses études critiques, Cyrille Toumanoff attribue une origine artaxiade au roi « Archac » que les Chroniques géorgiennes considèrent comme un Arsacide. Par ailleurs, il récuse formellement la double dynastie de dix rois qui règnent parallèlement deux par deux, commencent et meurent la même année après avoir régné simultanément à Mtsketa et Armaz pendant cinq générations sur 74 ans.
Au XIXe siècle, Marie-Félicité Brosset, précurseur de l'historiographie géorgienne moderne, dans son Histoire de la Géorgie, doutait déjà de la réalité de cette double royauté récurrente : « les cinq règnes doubles dont l’histoire se termine ici, me paraissent une chose étrange, puisqu’il est impossible d’admettre que les deux rois soient morts précisément dans la même année et n’aient eu chacun qu’un enfant mâle. Si donc d’une part, on n’a rien de positif à opposer à la tradition, de l’autre je crois que la critique peut profiter de la latitude que lui laisse un tel état de chose. »
Cyrille Toumanoff propose enfin d'identifier le roi Mirvan III, le fondateur de la dynastie dite « chosroïde », à un prince mihranide.

#### Pharnabazides
- 299-234 av. J.-C. : Pharnabaze Ier ;
- 234-159 av. J.-C. : Sauromace Ier, son fils ;
- 159-109 av. J.-C. : Mirvan Ier, son fils adoptif ;
- 109-90 av. J.-C. : Parnadjom Ier, son fils.

#### Artaxiades
- 90-78 av. J.-C. : Artaxias Ier ;
- 78-63 av. J.-C. : Artocès Ier, son fils ;
- 63-30 av. J.-C. : Pharnabaze II, son fils ;
- 30-20 av. J.-C. : Mirvan II (hors dynastie) ;
- 20 av. J.-C.-1 apr. J.-C. : Artaxias II, son fils ;
- 1-58 : Pharasman Ier, petit-fils adoptif de Pharnabaze II ;
- 58-106 : Mithridate Ier, son fils ;
- 106-116 : Amazap Ier, son fils ;
- 116-132 : Pharasman II le Bon, son fils ;
- 132-135 : Rhadamiste, son fils ;
- 135-185 : Pharasman III, son fils ;
- 185-189 : Amazap II, son fils.

#### Arsacides
- 189-216 : Rev Ier le Juste ;
- 216-234 : Vatché Ier, son fils ;
- 234-249 : Bakour Ier, son fils ;
- 249-265 : Mithridate II, son fils ;
- 260-265 : Amazap III, anti-roi[4] ;
- 265-284 : Aspagour Ier, fils de Mithridate II.

#### Mihranides

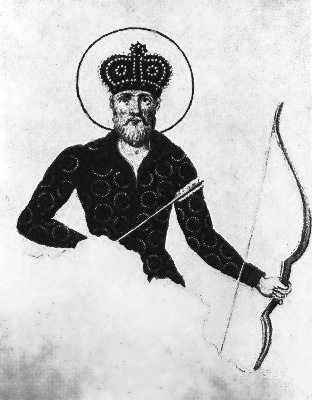
Vakhtang Ier Gorgassal

- 284-361 : Mirvan III ;
  - 345-361 : Rev II, son fils (co-roi) ;
- 361-363 : Sauromace II[5], fils de Rev II ;
- 363-365 : Varaz-Bakour Ier, fils de Mirvan III ;
- 365-380 : Mithridate III[5], son fils ;
- 380-394 : Varaz-Bakour II, son fils ;
- 394-406 : Tiridate Ier, fils de Rev II ;
- 406-409 : Pharasman IV, fils de Varaz-Bakour II ;
- 409-411 : Mithridate IV, fils de Varaz-Bakour II ;
- 411-435 : Artchil Ier, son fils ;
- 435-447 : Mithridate V, son fils ;
- 447-522 : Vakhtang Ier Gorgassal, son fils ;
- 522-534 : Vatché II, son fils ;
- 534-547 : Bakour II, son fils ;
- 547-561 : Pharasman V, son fils ;
- 561-? : Pharasman VI, son neveu ;
- ?-580 : Bakour III, son fils.